# Садомное
Садомное — упразднённый посёлок в Краснозёрском районе Новосибирской области. Располагался на территории современного Полойского сельсовета. Упразднён в 1979 г.

## География
Располагался в 6 км к западу от посёлка Луговой.

## История
Основан в 1910 году. В 1928 г. посёлок Содомное состоял из 94 хозяйств. В составе Ярового сельсовета Карасукского района Славгородского округа Сибирского края.

## Население
В 1926 г. в посёлке проживало 492 человека (238 мужчин и 254 женщины), основное население — русские.